# Pedomoecus sierra
Pedomoecus sierra är en nattsländeart som beskrevs av Ross 1947. Pedomoecus sierra ingår i släktet Pedomoecus och familjen Apataniidae. Inga underarter finns listade i Catalogue of Life.